# Sobotka (okres Jičín)
Sobotka (Duits: Saboth) is een kleine Tsjechische stad in de regio Hradec Králové, en maakt deel uit van het district Jičín. Het ligt in het Boheems Paradijs. Sobotka telt 2325 inwoners. Hier vindt regelmatig het Nationale Festival van de Tsjechische taal en literatuur Šrámkova Sobotka plaats. Het ligt dicht bij Jičín en vanaf hier bereikbaar via de lokale weg R16.
Tot Sobotka behoren de stadsdelen Čálovice (Tschalowitz), Kdanice (Kdanitz), Lavice (Lawitz), Spyšova (Spischow), Staňkova Lhota (Staniek Lhota), Stéblovice (Steblowitz), Trní (Tern) en Zajakury (Sajakur).

## Bezienswaardigheden
- Diverse oude houten huizen
- Kasteel Humprecht
- Kasteel Kost in het dorp Vesec
- Staré Hrady en het dal van Plakánek

## Partnersteden
- Sobótka, Polen
- Wadern, Duitsland

Bačalky · Bašnice · Běchary · Bílsko u Hořic · Boháňka · Borek · Brada-Rybníček · Březina · Bříšťany · Budčeves · Bukvice · Butoves · Bystřice · Cerekvice nad Bystřicí · Červená Třemešná · Češov · Dětenice · Dílce · Dobrá Voda u Hořic · Dolní Lochov · Dřevěnice · Holín · Holovousy · Hořice · Cholenice · Chomutice · Choteč · Chyjice · Jeřice · Jičín · Jičíněves · Jinolice · Kacákova Lhota · Kbelnice · Kněžnice · Konecchlumí · Kopidlno · Kostelec · Kovač · Kozojedy · Kyje · Lázně Bělohrad · Libáň · Libošovice · Libuň · Lískovice · Lukavec u Hořic · Lužany · Markvartice · Miletín · Milovice u Hořic · Mladějov · Mlázovice · Nemyčeves · Nevratice · Nová Paka · Ohařice · Ohaveč · Osek · Ostroměř · Ostružno · Pecka · Petrovičky · Podhorní Újezd a Vojice · Podhradí · Podůlší · Radim · Rašín · Rohoznice · Rokytňany · Samšina · Sběř · Sedliště · Sekeřice · Slatiny · Slavhostice · Sobčice · Soběraz · Sobotka · Stará Paka · Staré Hrady · Staré Místo · Staré Smrkovice · Střevač · Sukorady · Svatojanský Újezd · Šárovcova Lhota · Tetín · Třebnouševes · Třtěnice · Tuř · Úbislavice · Údrnice · Úhlejov · Újezd pod Troskami · Úlibice · Valdice · Veliš · Vidochov · Vitiněves · Volanice · Vrbice · Vršce · Vřesník · Vysoké Veselí · Zámostí-Blata · Zelenecká Lhota · Železnice · Žeretice · Židovice · Žlunice